# Dassault MD 454 Mystère IV
El Dassault MD 454 Mystère IV ("misterio" en francés) fue un cazabombardero monomotor a reacción fabricado por la compañía francesa Dassault durante los años 50 a partir del Dassault MD 452 Mystère II.  Además de en el Ejército del Aire Francés, el Mystère IV también formó parte de la Fuerza Aérea Israelí y la Fuerza Aérea India.

## Historia

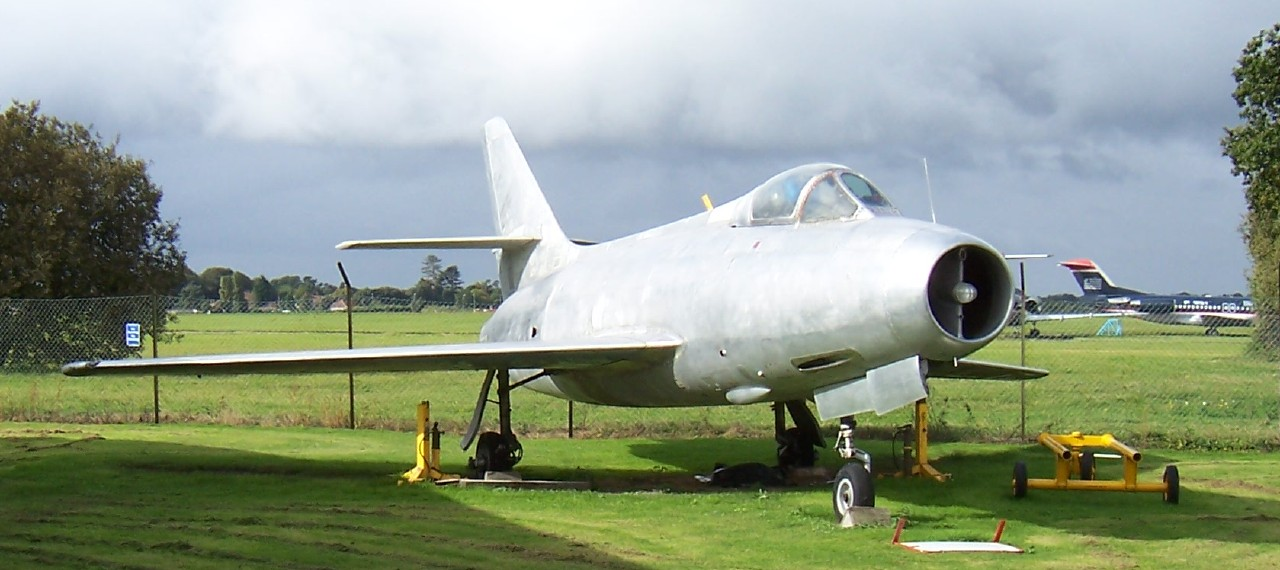
Dassault MD 454 Mystère IV expuesto en el museo del castillo de Savigny-les-Beaune (Francia).

El Dassault MD 454 Mystère IV fue un desarrollo del MD 452 Mystère II, con el que compartía una gran similitud externa, pero que en realidad se trataba de un nuevo diseño que contaba con un nuevo fuselaje y diseño alar que suponían mejoras aerodinámicas para poder realizar vuelos supersónicos. El primer prototipo realizó su primer vuelo el 28 de septiembre de 1952, y entró en servicio en abril de 1953.
Los 50 primeros MD 454 Mystère IVA estaban equipados con el turborreactor de fabricación británica Rolls-Royce Tay, mientras que los siguientes contaban con una versión del mismo denominada Hispano-Suiza Verdon, de fabricación francesa.
La evolución del proyecto llevó al desarrollo en diciembre de 1953 de una nueva versión denominada Mystère IVB, con cambios sustanciales en el diseño del fusejale y en la cola, la introducción de un sistema de radar en la sección delantera del fuselaje, y equipando un motor Rolls-Royce Avon con postquemador, que a partir del tercer prototipo fue sustituido por el SNECMA Atar. Además de los tres prototipos se construyeron seis unidades de pre-serie, pero finalmente Dassault abandonó el proyecto para dedicarse al desarrollo del Super Mystère, aunque antes hubo tiempo para comenzar el desarrollo en 1954 de una versión de caza nocturno denominada Mystère IVN, que contó con un fuselaje alargado para acomodar a un segundo piloto, además de llevar instalado un radar de interceptación. Únicamente se construyó un prototipo, ya que los problemas en su desarrollo debidos a los problemas con el radar, su autonomía limitada y el desarrollo de la versión nocturna del cazabombardero Sud Aviation Vautour hicieron que se abandonara el proyecto.

## Historia operacional
Los Mystère IV israelíes vieron acción durante las guerras árabe-israelíes y se unieron a los franceses Mystères para la crisis de Suez.

### Francia
Francia era el principal operador del Mystère IV y en el pico de uso operaba 6 escuadrones. La mayoría de los aviones fueron comprados bajo un contrato de Adquisición Offshore de los Estados Unidos y muchos fueron devueltos a la custodia de los Estados Unidos después de ser retirados. En abril de 1953, el gobierno de los Estados Unidos y la Fuerza Aérea de los Estados Unidos ordenaron que 223 aviones fueran operados por los franceses.
Los nuevos Mystère IV se usaron en la crisis de Suez de 1956 y continuaron en uso hasta la década de 1980.

### Israel
El Mystère IV se convirtió en el primer caza de ala barrida de Israel cuando un pedido de Mystère II se cambió a 24 Mystère IV en 1955, que se entregaron de abril a junio de 1956, equipando el Escuadrón 101. Otros 36 fueron entregados en agosto de 1956, con un avión final, equipado para tareas de reconocimiento, entregado en septiembre de 1956.
El 29 de octubre, cuando Israel atacó a Egipto en el movimiento inicial de lo que se conoció como la crisis de Suez, invadiendo la península del Sinaí, los Mystère del Escuadrón 101 se desplegaron en misiones de ataque aire-aire y tierra. El 30 de octubre de 1956, el Mystère IV tuvo su primer derribo cuando ocho aviones lucharon contra 16 MiG-15 de la Fuerza Aérea de Egipto. Los Mystère derribaron un MiG mientras que un segundo MiG y uno de los Mystère resultaron dañados. Al día siguiente, dos Mystère involucrados reclamaron cuatro de Havilland vampires egipcios derribados, con otro MiG-15 y un MiG-17 reclamados más tarde ese día. Los Mystère israelíes realizaron un total de 147 salidas durante la guerra, por la pérdida de un solo avión, derribado por fuego terrestre el 2 de noviembre.
Un segundo escuadrón, el Escuadrón 109 estaba equipado con el Mystère IV en diciembre de 1956, mientras que el Escuadrón 101 pasó sus Mystères al Escuadrón 116 en noviembre de 1961. Israel planeó reemplazar el Mystère IV con el Douglas A-4 Skyhawk, pero el Escuadrón 109 y 116 todavía operó el caza francés en el estallido de la Guerra de los Seis Días. El Mystère fue utilizado como un avión de ataque a tierra durante la guerra, volando 610 salidas, reclamando tres aviones árabes (dos MiG-17 y un Hawker Hunter jordano) derribados por la pérdida de siete Mystère, cinco por disparos desde tierra y dos por cazas enemigos (uno por un MiG-21 egipcio y otro por un Hawker Hunter jordano volado por el piloto de la PAF Saiful azam).
El Mystère finalmente se retiró del servicio israelí el 18 de marzo de 1971.

### India
India adquirió 104 aviones en 1957 y los usó ampliamente en la Guerra Indo-Pakistaní de 1965.
El 16 de septiembre de 1965, un Mystère IVA derribó un L-19 pakistaní. El 7 de septiembre, un Mystère indio fue derribado y otro embestido en el aire por un caza estelar pakistaní Lockheed F-104 en una incursión sobre Sargoda. Tanto el Mystère como el Starfighter se estrellaron. El piloto pakistaní pudo eyectarse y desplegar su paracaídas en el último minuto, pero el piloto de la fuerza aérea india Devayya murió en el accidente y recibió el Chakra Maha Vir a título póstumo, 23 años después de la batalla.
Durante la campaña, Mystère IV también destruyó aviones pakistaníes en tierra, incluidos cuatro F-86F, tres F-104 y 2 transportes Lockheed C-130 Hercules.

## Variantes
Mystère IV

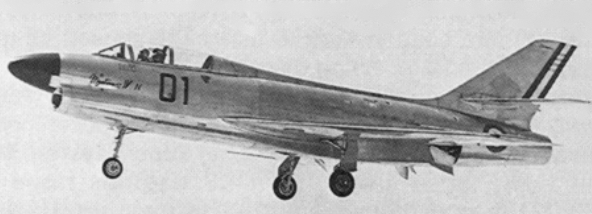
Dassault MD 454 Mystère IVN en vuelo.

- Prototipo motorizado con un motor Rolls-Royce Tay 250.

Mystère IVA
- Versión de producción; se fabricaron un total de 421 unidades, las primeras 50 equipadas con un motor Rolls-Royce Tay 250 y las siguientes 371 con la versión derivada del mismo y de fabricación francesa Hispano-Suiza Verdon.

Mystère IVB
- Desarrollo del Mystère IVA equipado con un motor Rolls-Royce Avon (los dos primeros prototipos) o SNECMA Atar (tercer prototipo y las seis unidades de preproducción). El proyecto se abandonó en favor del desarrollo del Dassault Super Mystère.

Mystère IVN
- Proyecto de interceptor nocturno equipado con radar AN/APG-33 y motorizado con un motor Rolls-Royce Avon. El prototipo del Mystère IVN realizó su primer vuelo el 19 de julio de 1954. El proyecto fue abandonado después de que el Ejército del Aire Francés decidiera la adquisición del Sud Aviation Vautour para la función de interceptor, aunque el prototipo del IVN continuó volando durante algunos años como avión de pruebas de radar.

## Operadores

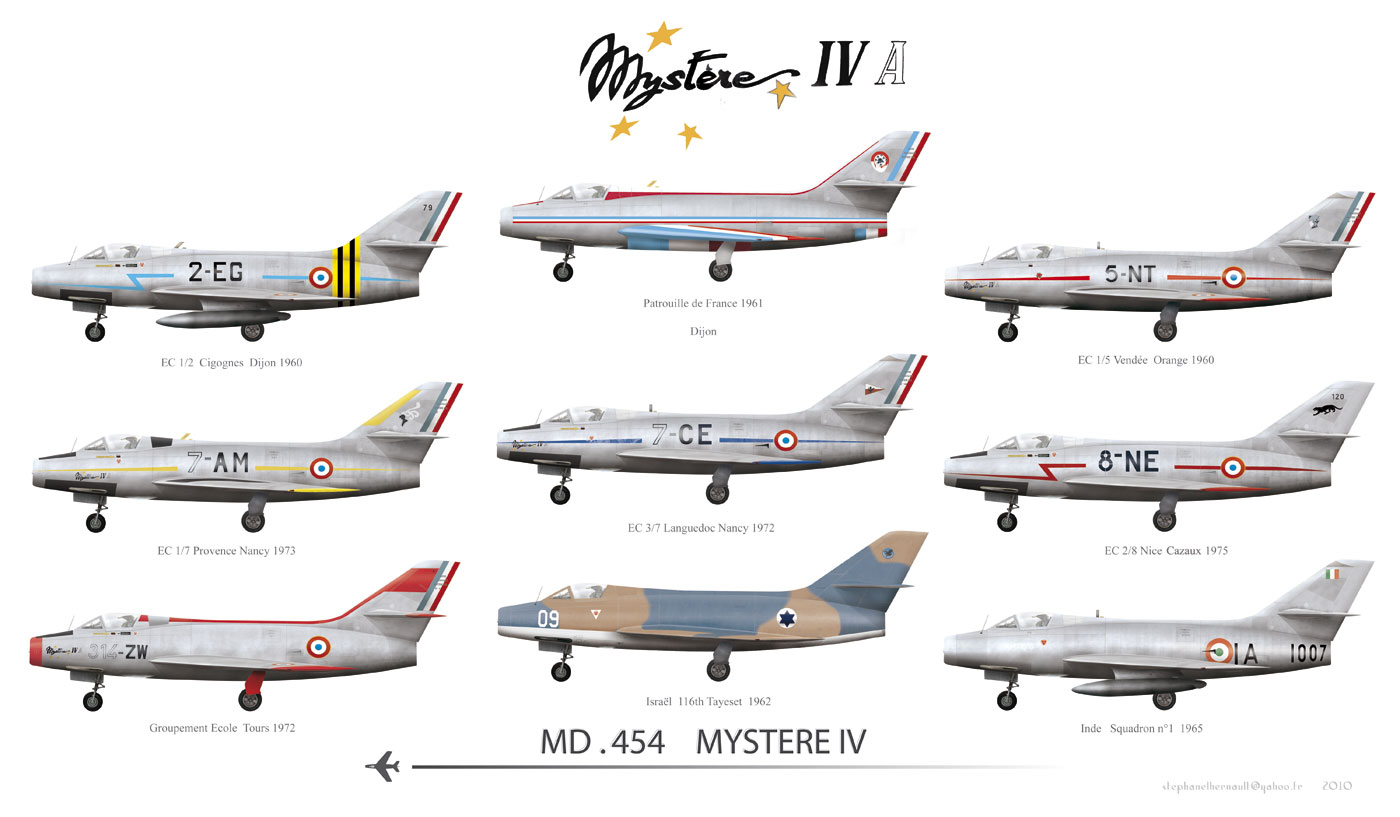
Perfiles del Dassault MD 454 Mystère IV en las fuerzas aéreas india, israelí y en los distintos escuadrones del Ejército del Aire Francés en los que sirvió.

Francia
- Ejército del Aire Francés:

 India
- Fuerza Aérea India:

 Israel
- Fuerza Aérea Israelí:

## Especificaciones

### Características generales
- Tripulación: 1 piloto
- Longitud: 12,9 m (42,3 ft)
- Envergadura: 11,1 m (36,5 ft)
- Altura: 4,5 m (14,6 ft)
- Superficie alar: 32 m² (344,5 ft²)
- Peso vacío: 5870 kg (12 937,5 lb)
- Peso cargado: 7750 kg (17 081 lb)
- Peso máximo al despegue: 10 200 kg (22 480,8 lb)
- Planta motriz: 1× Turborreactor Hispano-Suiza Verdon 350.
  - Empuje normal: 34,4 kN (3504 kgf; 7725 lbf) de empuje.

### Rendimiento
- Velocidad máxima operativa (Vno): 1120 km/h (696 MPH; 605 kt)
- Alcance: 1310 km (707 nmi; 814 mi)
- Techo de vuelo: 15 000 m (49 213 ft)
- Régimen de ascenso: 45 m/s (8858 ft/min)
- Carga alar: 50 kg/m² (10,2 lb/ft²)
- Empuje/peso: 0.4543

### Armamento
- Armas de proyectiles: 2 cañones DEFA de 30 mm (150 proyectiles cada uno)
- Bombas: 1000 kg
- Cohetes: 2 lanzadores Matra con 18 cohetes SNEB de 68 mm cada uno

### Desarrollos relacionados
- Dassault MD 450 Ouragan (1952)
- Dassault MD 451 Mystère I (Prototipo)
- Dassault MD 452 Mystère II (1954)
- Dassault MD 453 Mystère III (Prototipo)
- Dassault MD 454 Mystère IV (1955)
- Dassault Super Mystère (1958)

### Aeronaves similares
- Focke-Wulf Ta 183
- FMA IAe 33 Pulqui II
- Grumman F-9 Cougar
- Lockheed P-80 Shooting Star
- North American F-86 Sabre
- Republic F-84F Thunderstreak
- Lavochkin La-15
- Mikoyan-Gurevich MiG-15
- Mikoyan-Gurevich MiG-17
- Hawker Hunter
- Saab 32 Lansen